# Negoiu
Der Negoiu (rumänisch Vârful Negoiu) ist mit 2535 m Höhe der zweithöchste Berg in Rumänien.

## Lage
Der Berg liegt im Făgăraș-Gebirge, einem Gebirgskamm der Transsilvanischen Alpen in der Grenzregion der zentralrumänischen Kreise Argeș, Brașov und Sibiu.

## Beschreibung
Der Negoiu galt lange als der höchste Gipfel des Făgăraș-Gebirges, bis sich der Moldoveanu als neun Meter höher herausstellte. Jedoch gilt der Negoiu bei der Bevölkerung als der schönste Gipfel und derjenige mit dem schönsten Ausblick.

3-D Ansicht des Berges